# Volcans de fang de l'Azerbaidjan
Els volcans de fang de l'Azerbaidjan són emanacions de gas que formen un con i cràter de poca altura, del qual emana una argila hidratada que sol formar llacunes bombollants a la base. En el món hi ha al voltant de 700 volcans de fang i s'estima que uns 300 estan en els Reserves Naturals de l'Azerbaidjan, als voltants de la mar Càspia.
Els volcans de fang de l'Azerbaidjan són d'argila molt hidratada, pel que l'altura del con no és molt elevada, tot just uns pocs metres. En canvi, si el llot fos poc hidratat, els cons volcànics podrien arribar a mesurar diversos metres. Químicament, el fang volcànic està compost en la seva major part de sílice. Com la solució de fang no conté substàncies tòxiques rellevants, és comú veure a turistes i locals prenent banys de llim terapèutics en els cràters d'aquests volcans. A l'Azerbaidjan els volcans es formen per una mescla d'aigua calenta i sediments, que és expulsada lentament per un forat profund. Les erupcions tenen una temperatura de 2 a 3 °C  per sobre de la temperatura ambiental.
El país ocupa el primer lloc mundial pel nombre de volcans de fang. L'àrea total dels volcans de fang a l'Azerbaidjan és de 16.000 km², a la península d'Abşeron, pocs quilòmetres als afores de la capital, Bakú. L'any 2011 es va publicar una llista, per votació popular, amb les set meravelles naturals del món. Els volcalns de fang de l'Azerbaidjan va quedar entre les 28 finalistes.

## Reserva Natural
El 2001 es va crear la Reserva Natural Estatal dels volcans de fang de Bakú i la península d'Abşeron. Per l'aspecte natural i les característiques geològiques, els 23 volcans han rebut l'estatut de monument natural. Amb la finalitat d'organitzar una protecció fiable d'aquests volcans, amb la participació d'especialistes del Ministeri de Medi Ambient i Recursos Naturals de l'Acadèmia Nacional de Ciències azerí, es va fundar el Consell de Coordinació Científica dels Volcans de fang.

### Reserva Estatal de Gobustan
El Parc Nacional de Gobustan es troba a més de 60 quilòmetres al sud-oest de Bakú. El 1966 la regió va ser declarada com un monument històric nacional de l'Azerbaidjan, en un intent de conservar les antigues talles rupestres, volcans de fang i pedres de gas. Aquell mateix any va ser establert el Parc Nacional de Gobustan, que el 2007 va ser declarat Patrimoni de la Humanitat per la Unesco.

Galeria d'imatges
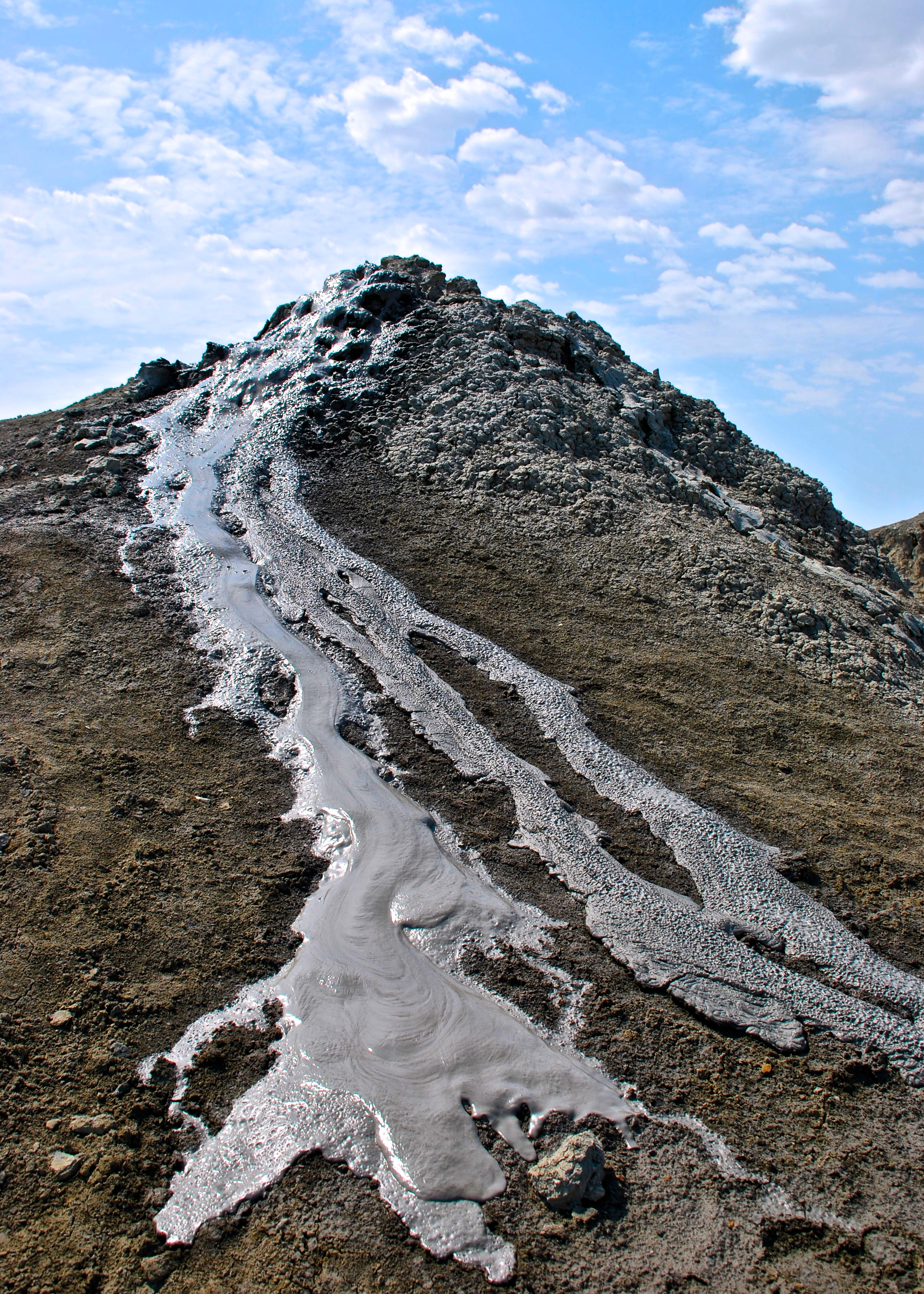
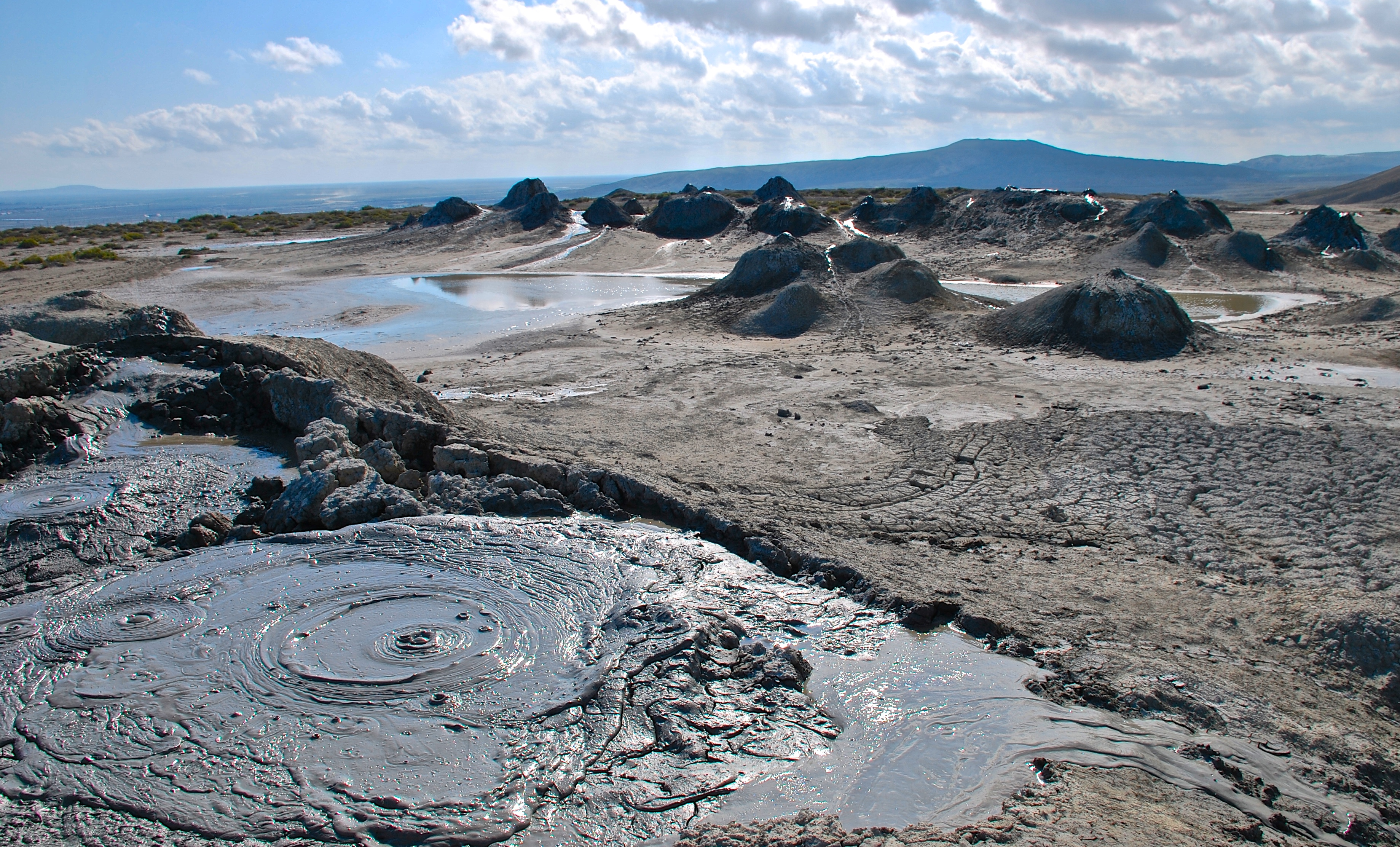
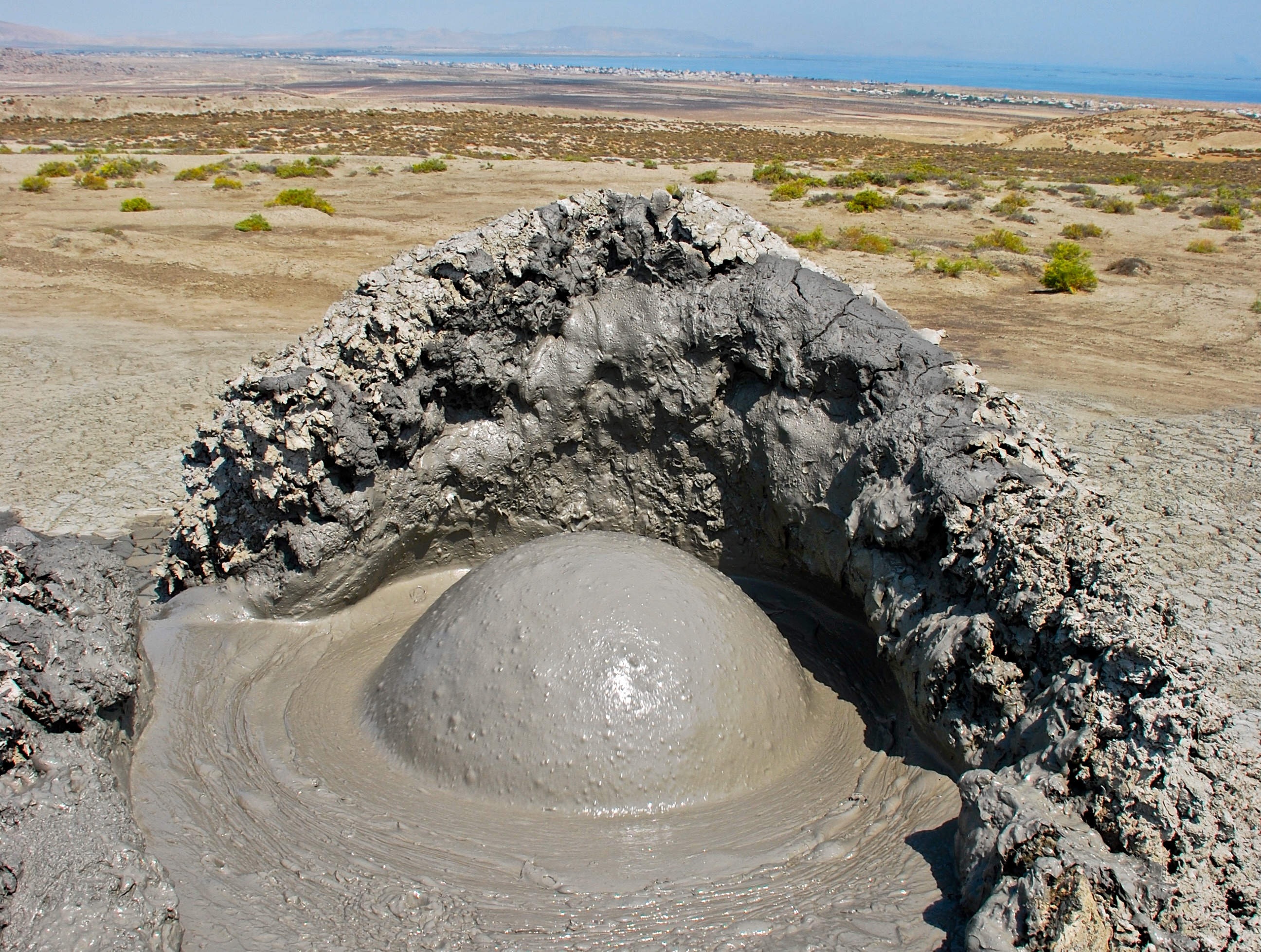
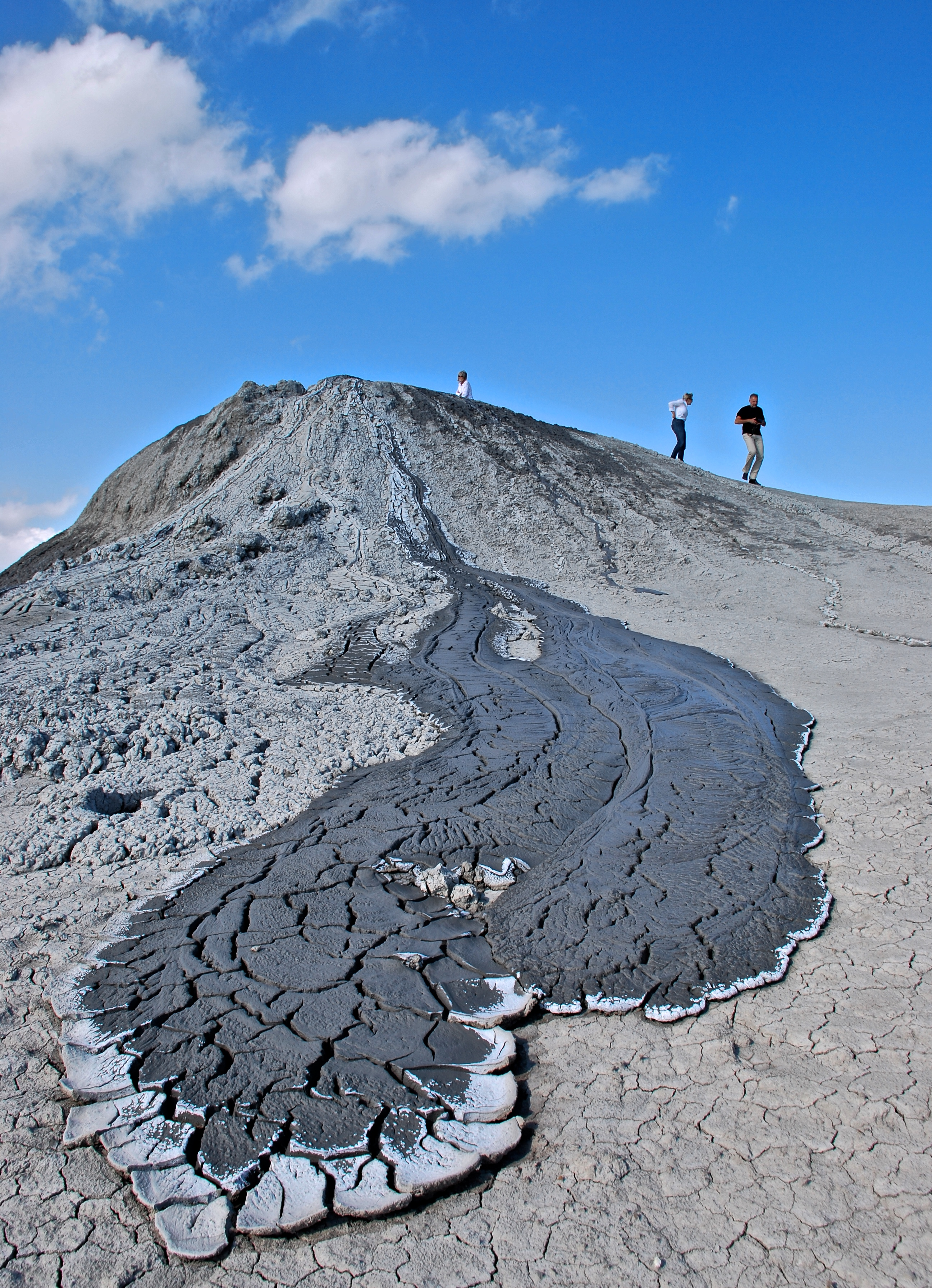
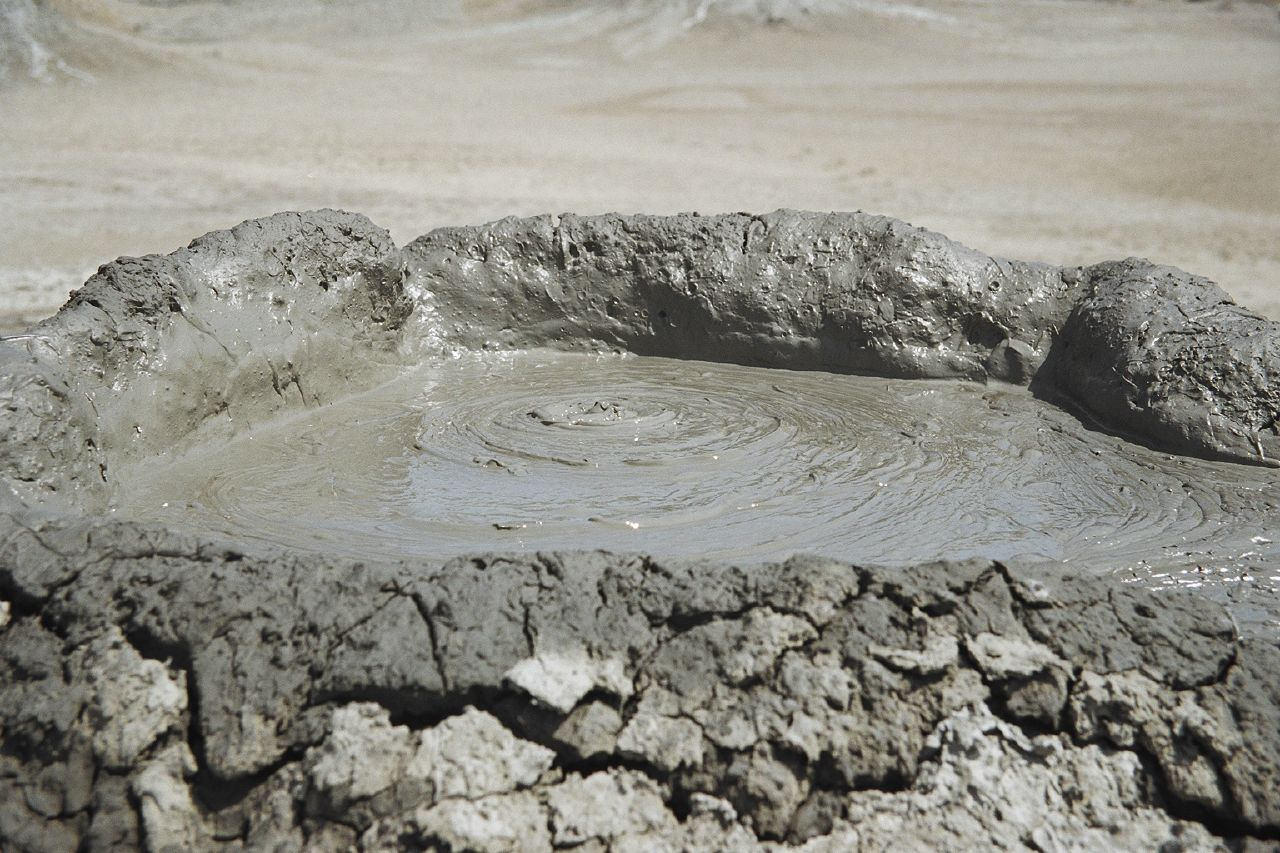
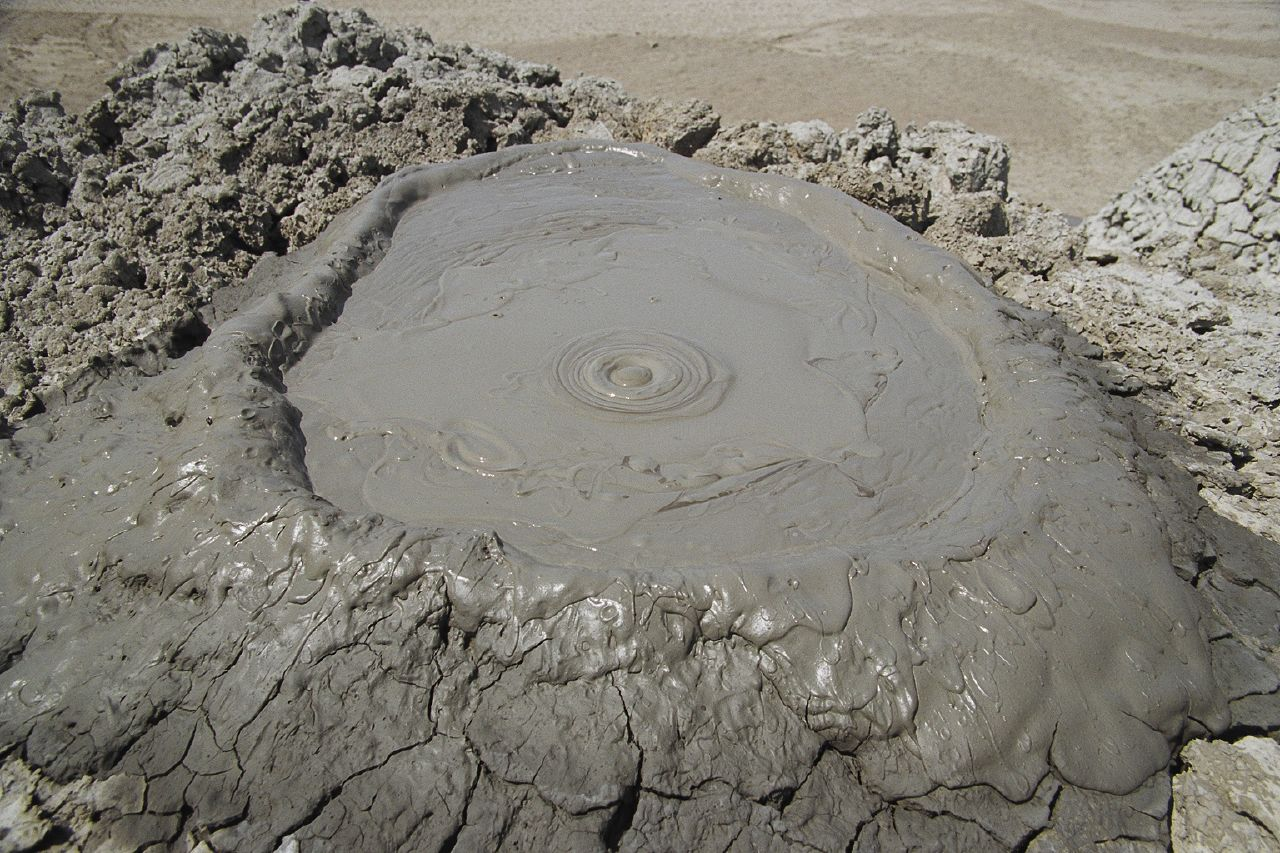
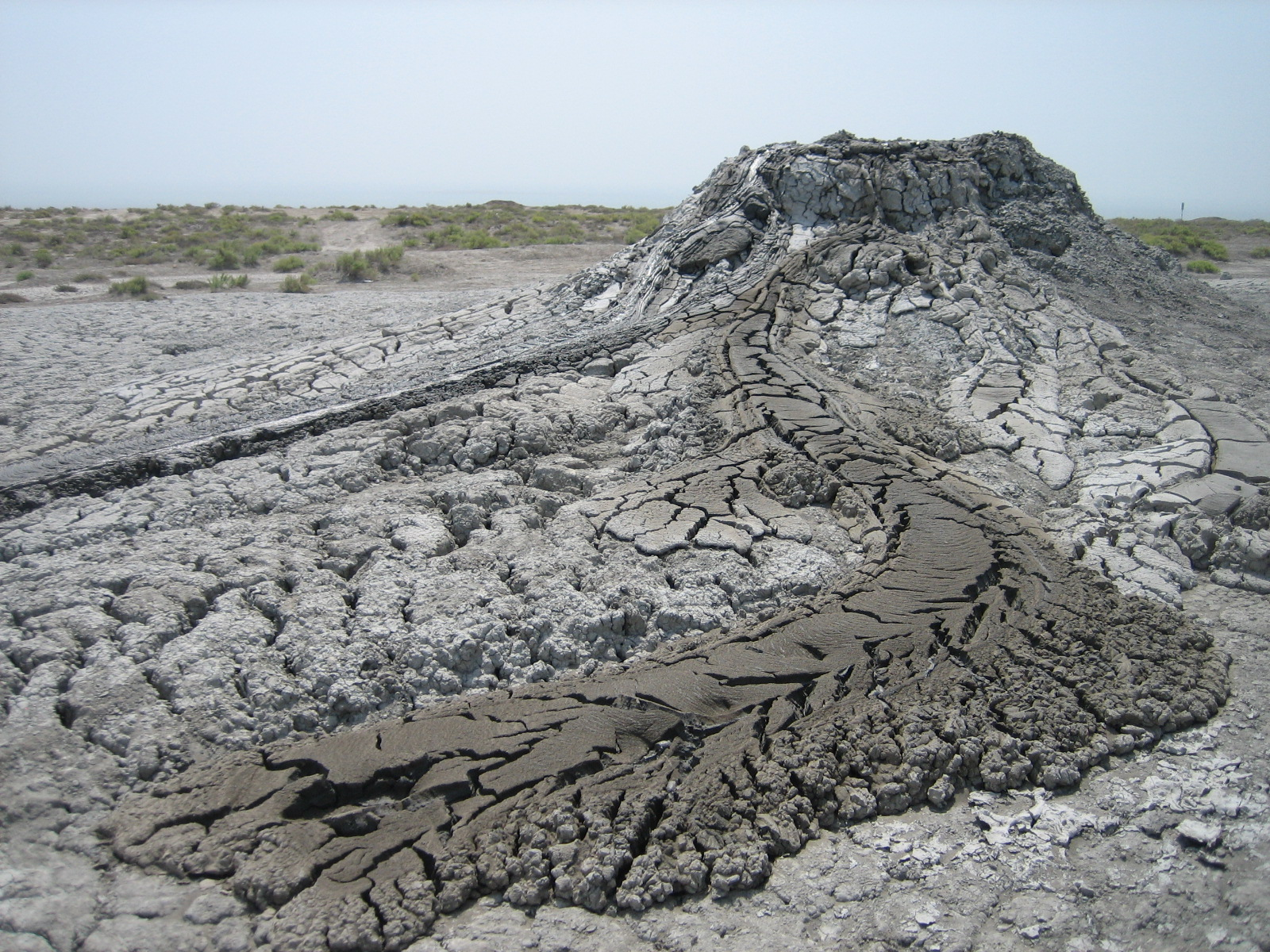
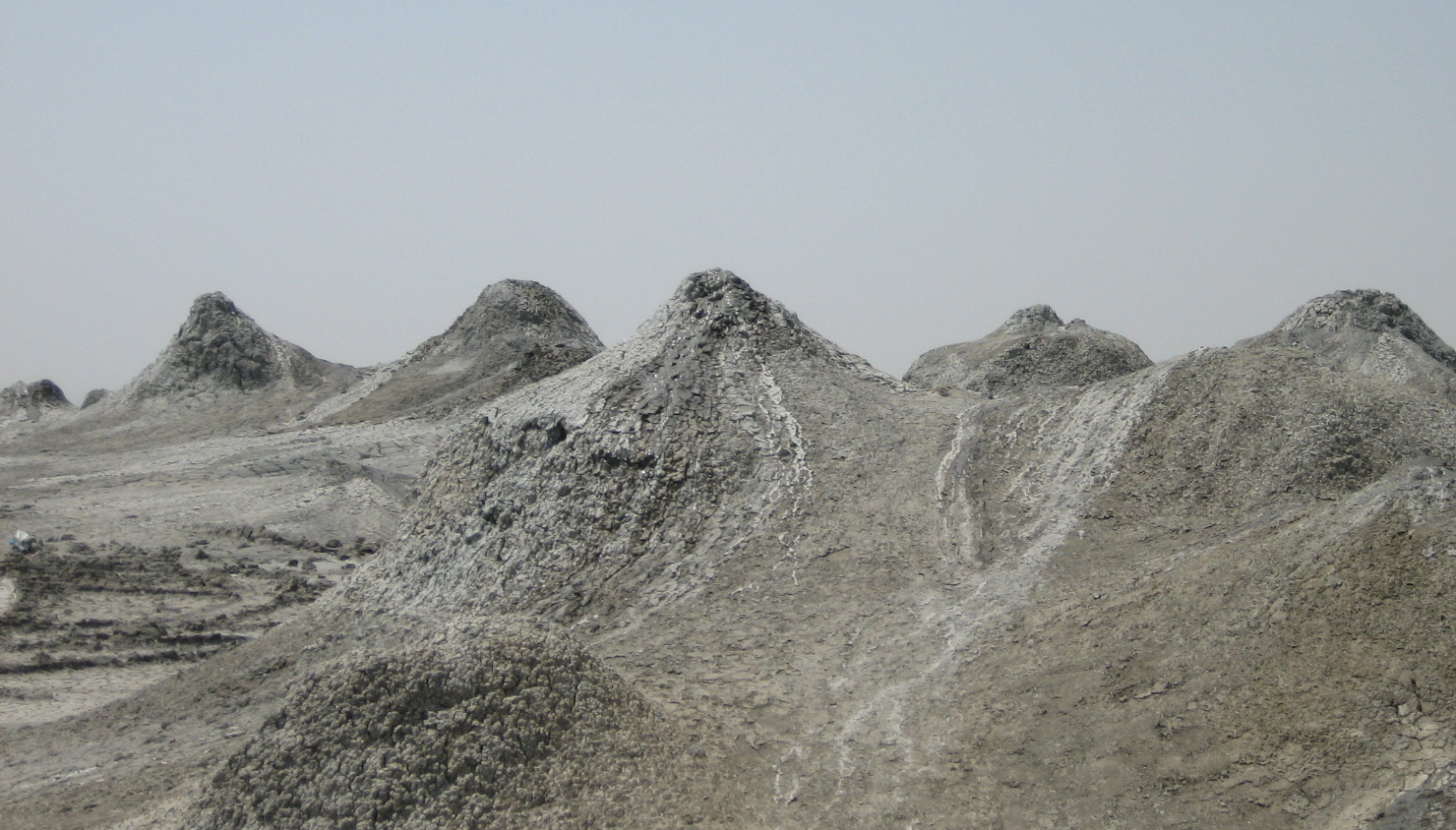
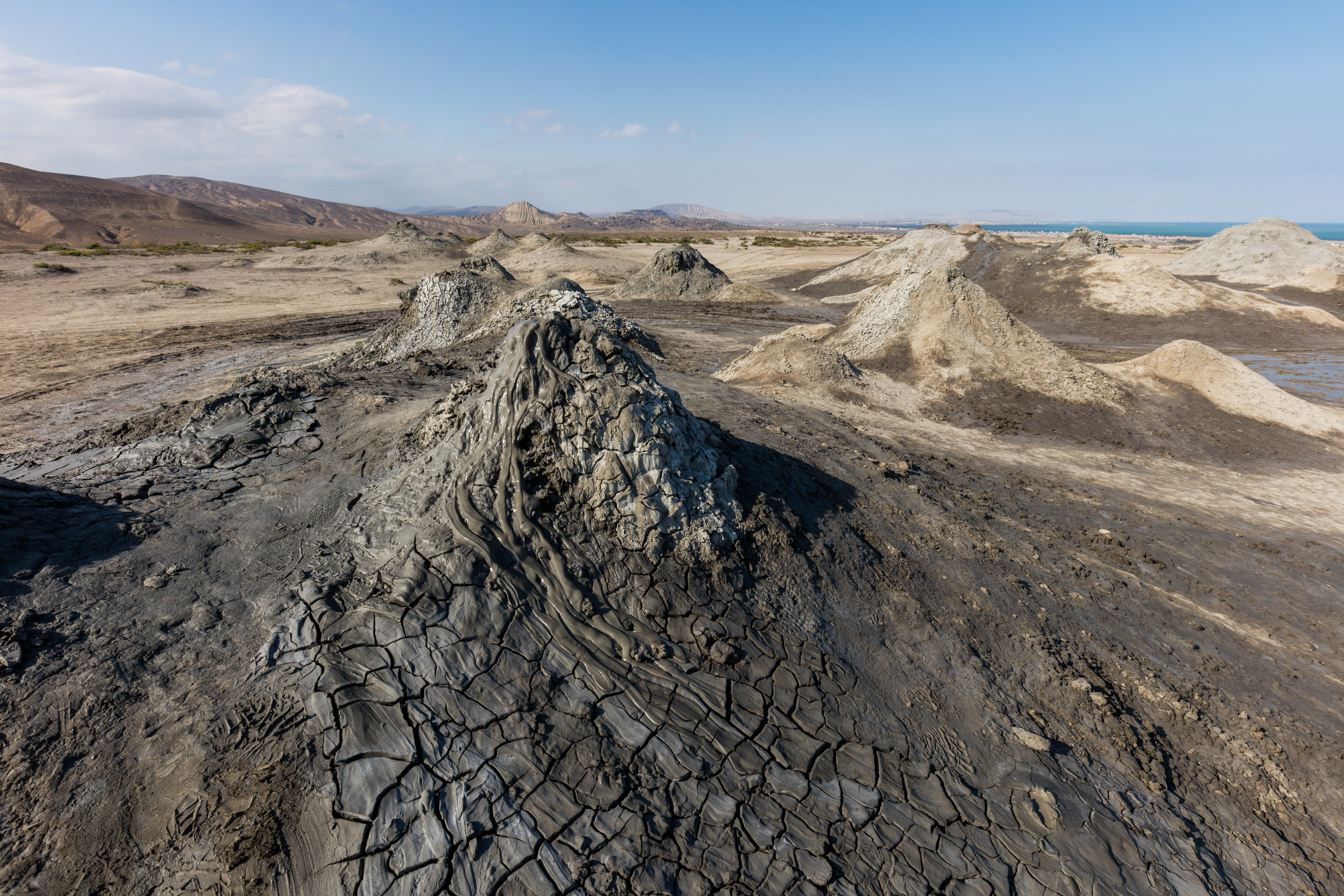
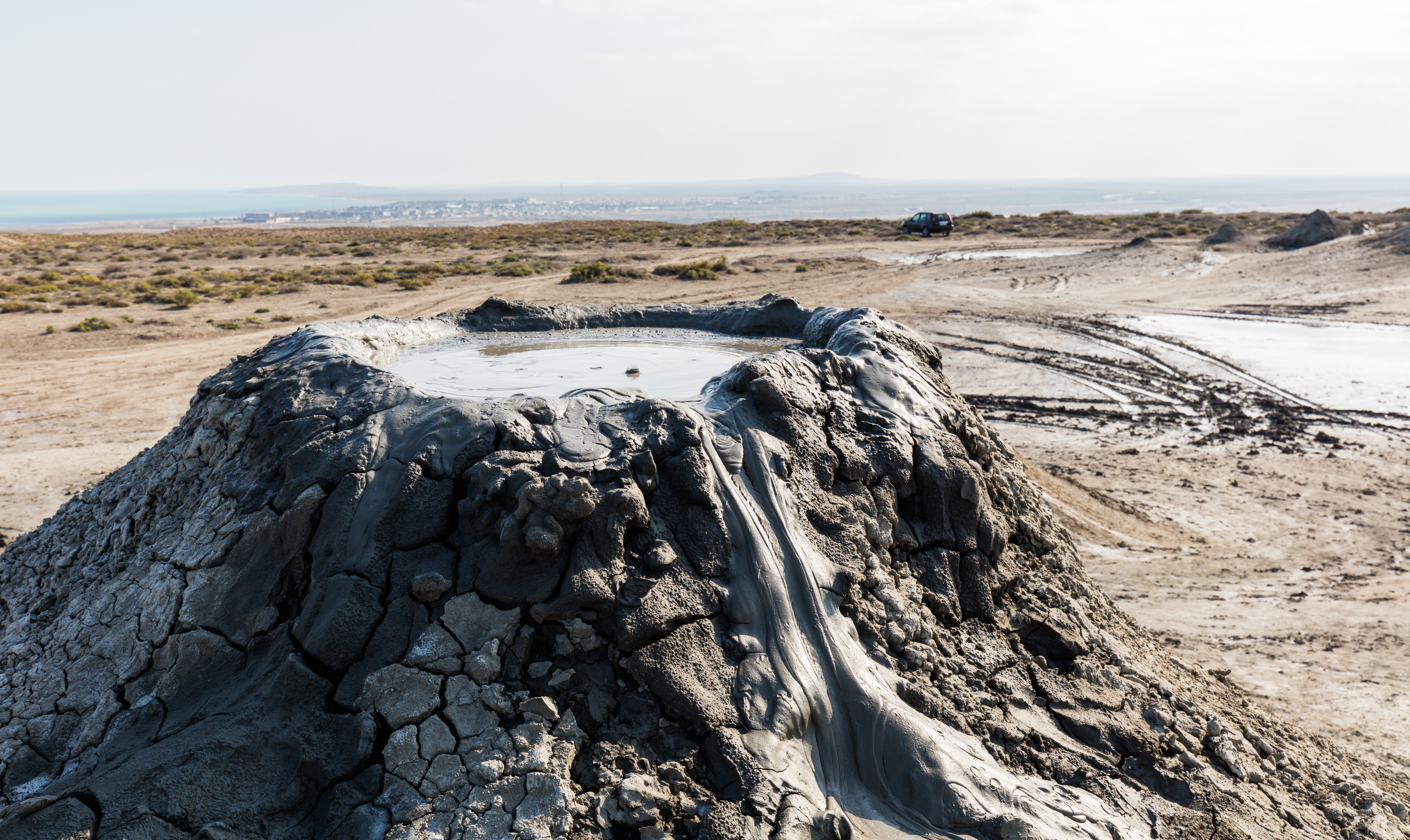
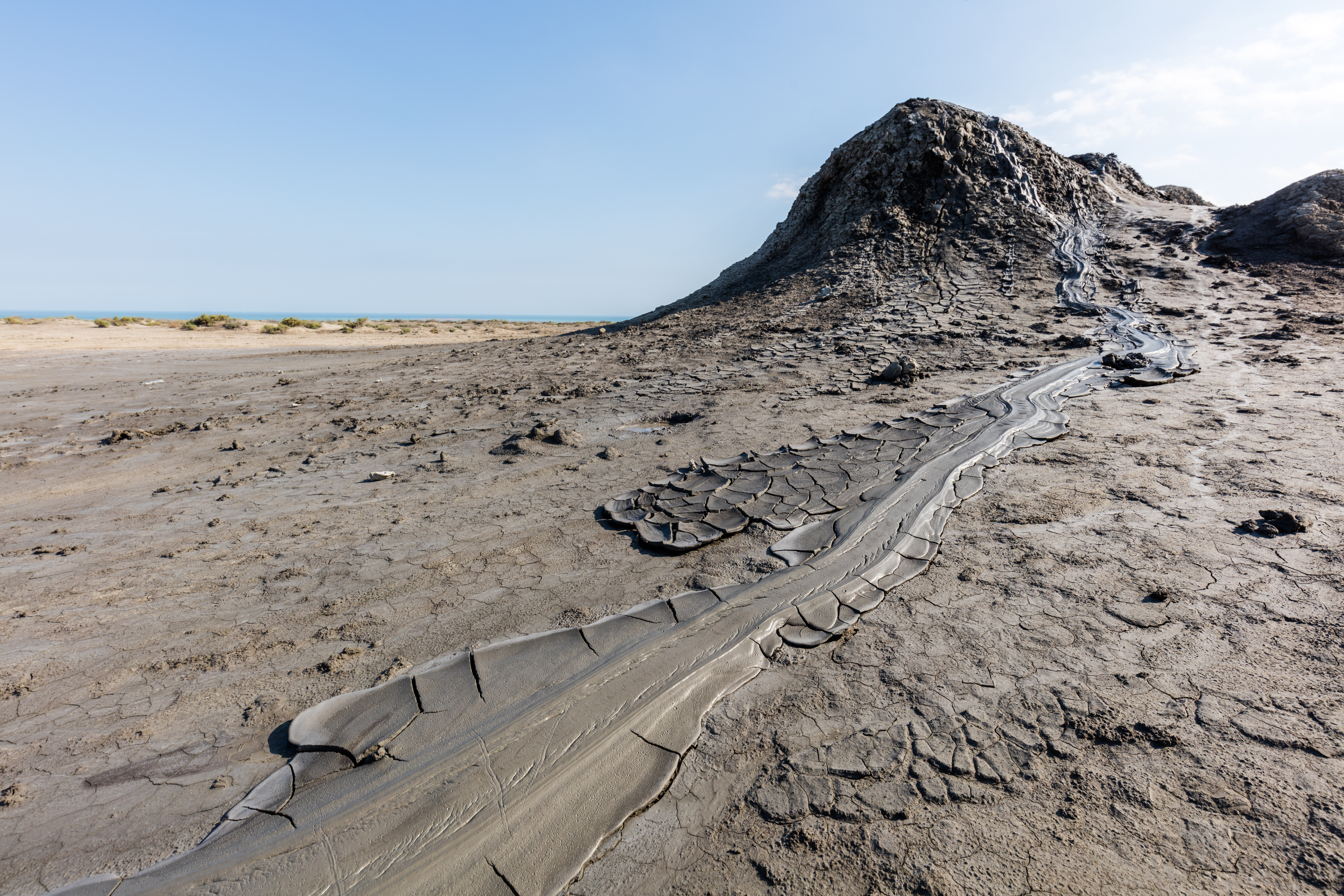
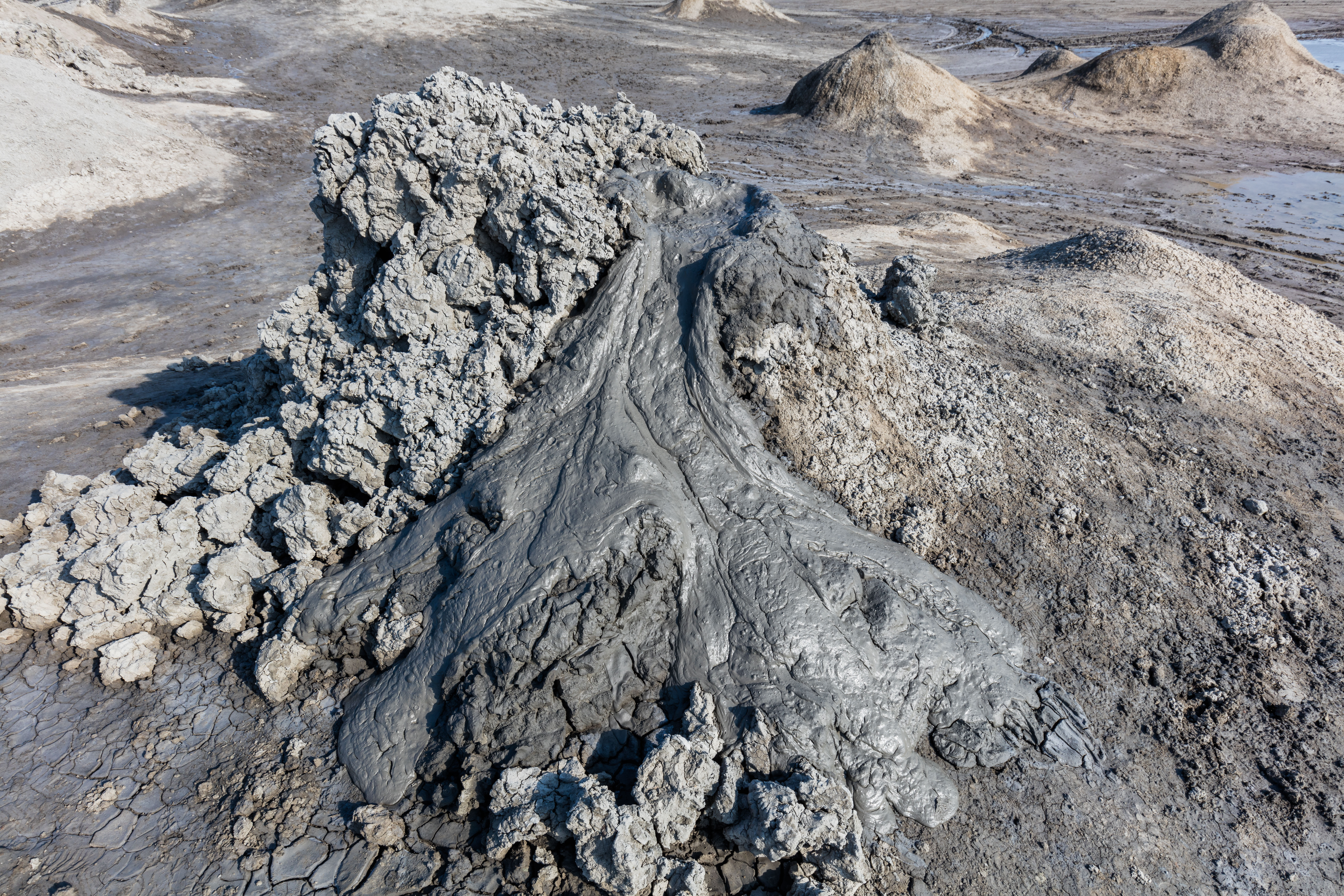

## Els volcans
Alguns dels volcans en aquesta zona han creat illes, tant permanents com temporals, a més dels bancs submarins. Entre els volcans de fang més grans del món estan el Boyuk Khanizadagh i el Turaghai, que es troben a l'Azerbaidjan.
En la mar Càspia hi ha més de 140 volcans submarins. 8 illes de les illes de l'arxipèlag de Bakú foren originalment volcans de fang. De mitjana, cada 20 anys, un dels volcans de fang de l'Azerbaidjan s'encén sota la superfície i crea una explosió massiva. Generalment no són perillosos per a les persones, ja que estan lluny de la majoria dels centres de les ciutats. Des de l'any 1810, s'han comptabilitzat dos centenars d'erupcions en 50 volcans diferents. L'erupció dels volcans de fang gairebé sempre està acompanyada de fortes explosions i sorolls subterranis.

El 5 de setembre de 2004, el major volcà de llot en el territori de l'Azerbaidjan es va afegir al Llibre Guinness dels rècords.

Galeria d'imatges
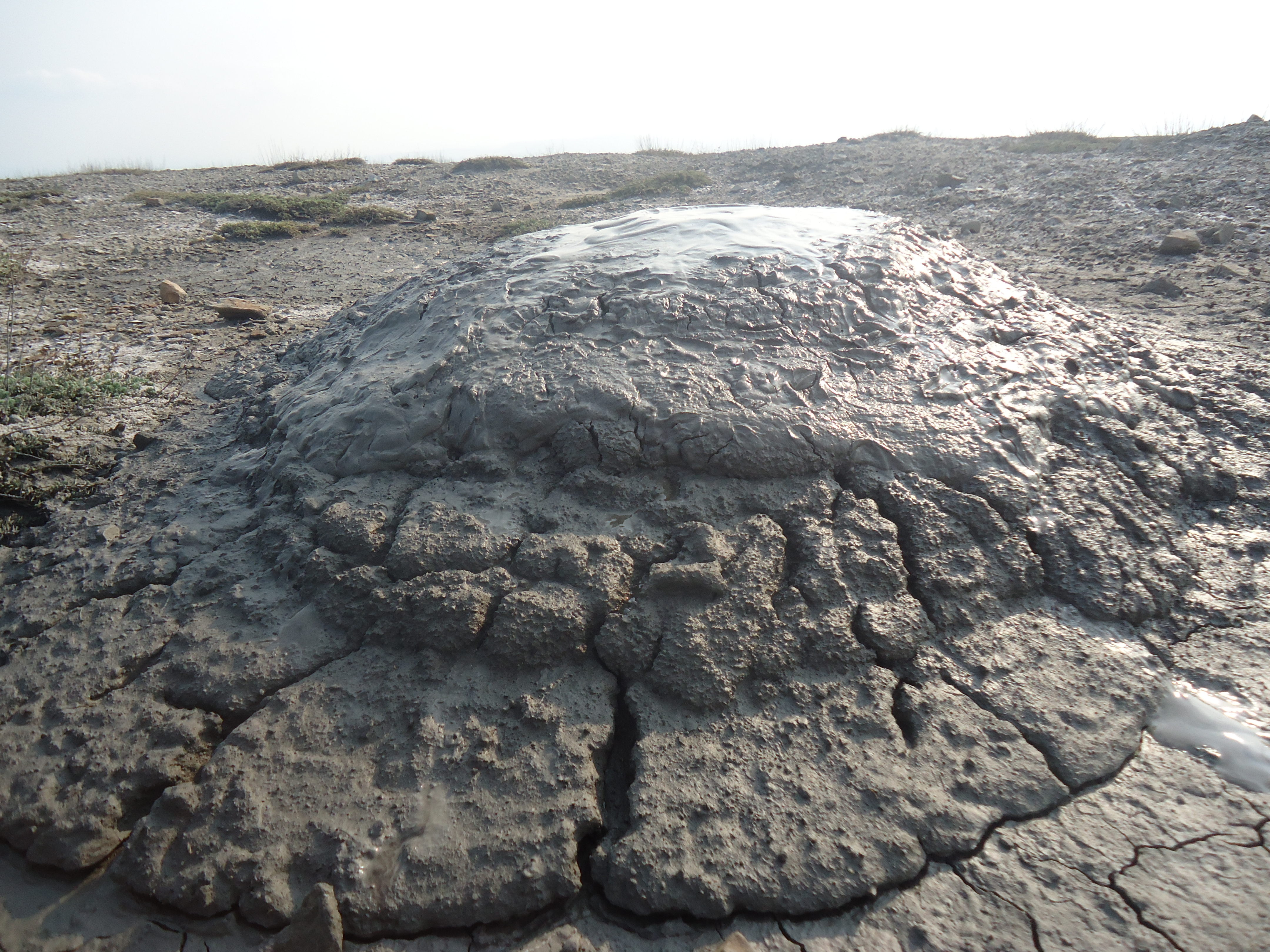
Kanizadagh
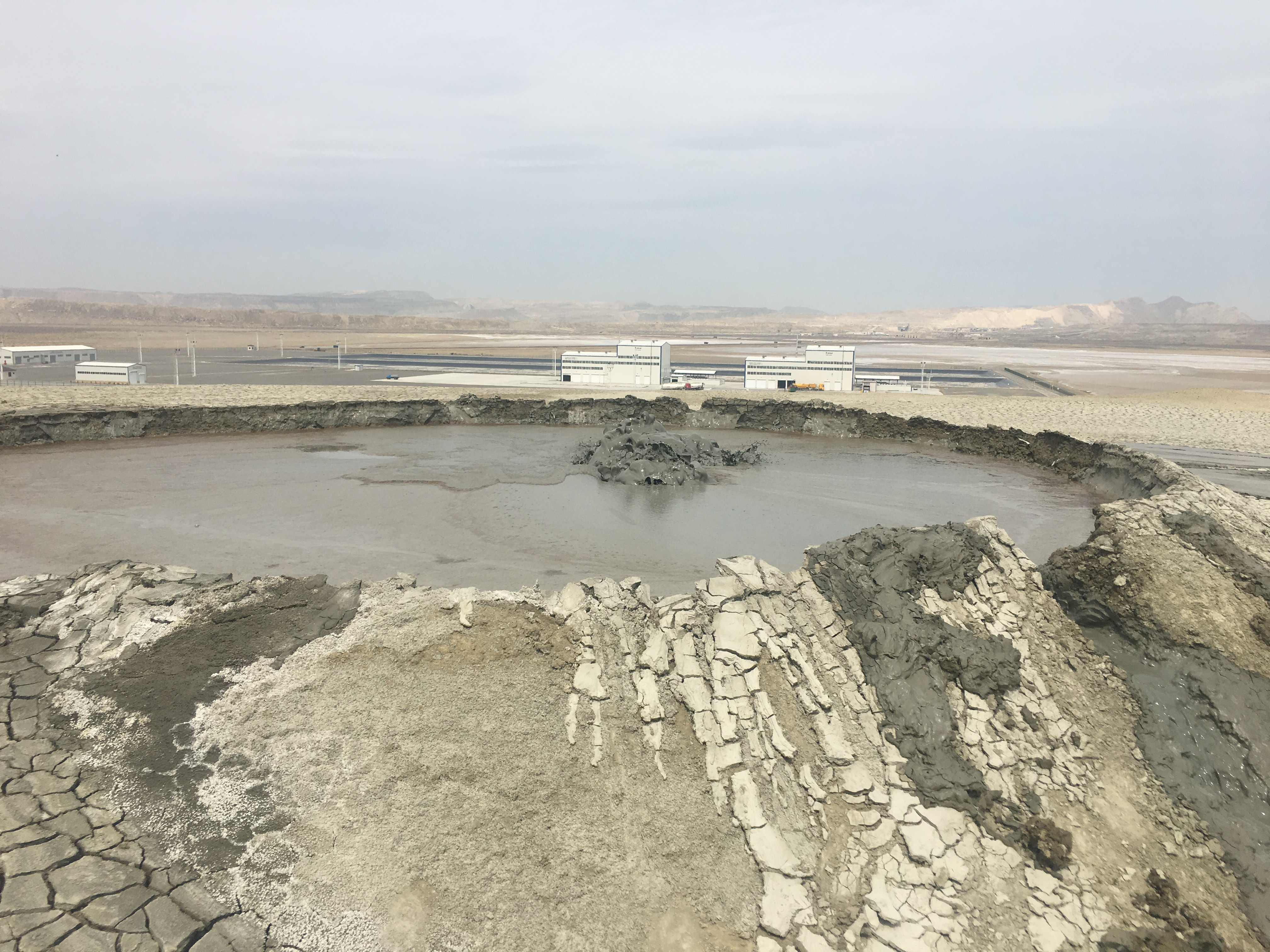
Garadagh
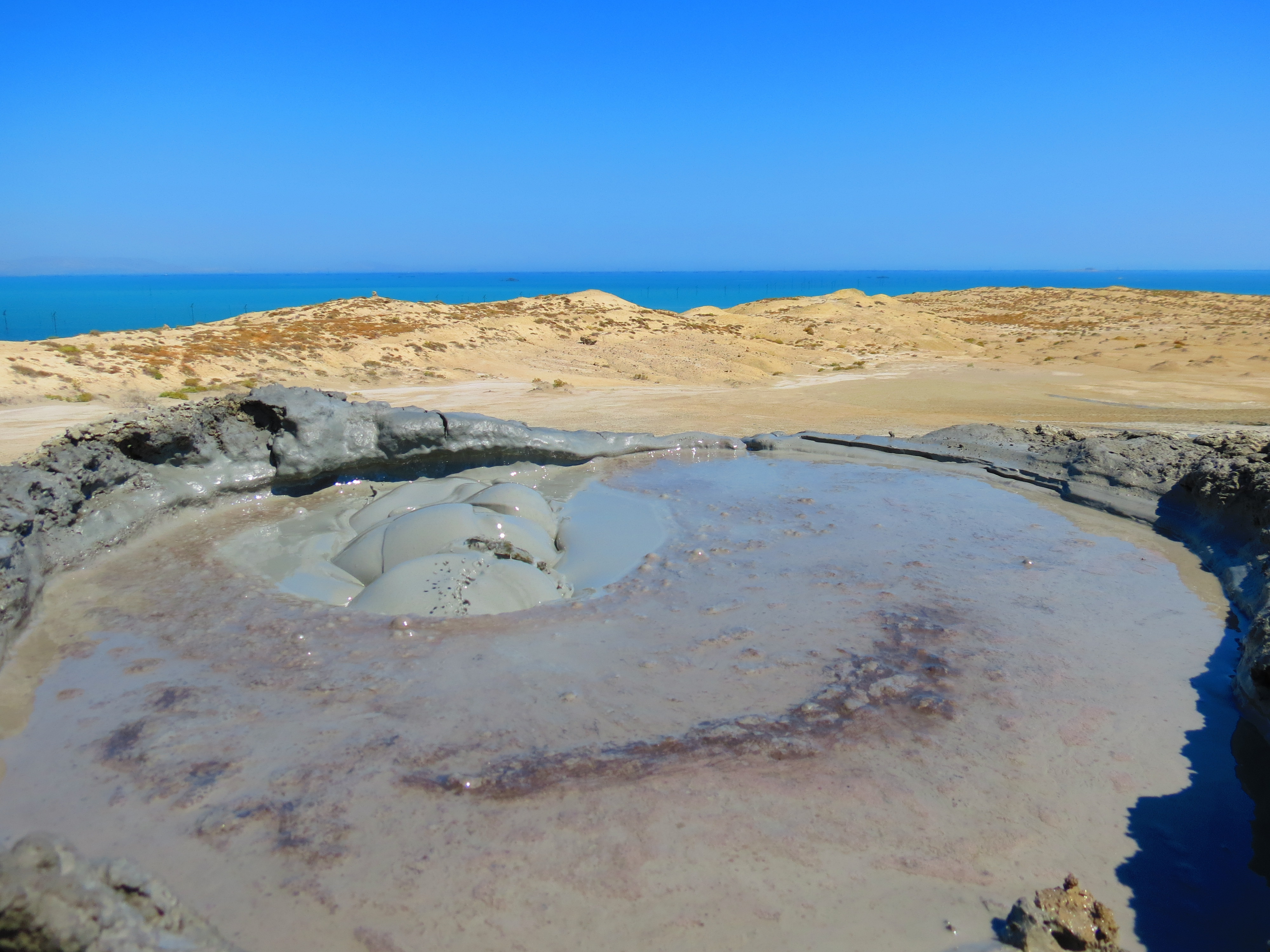
Bahar
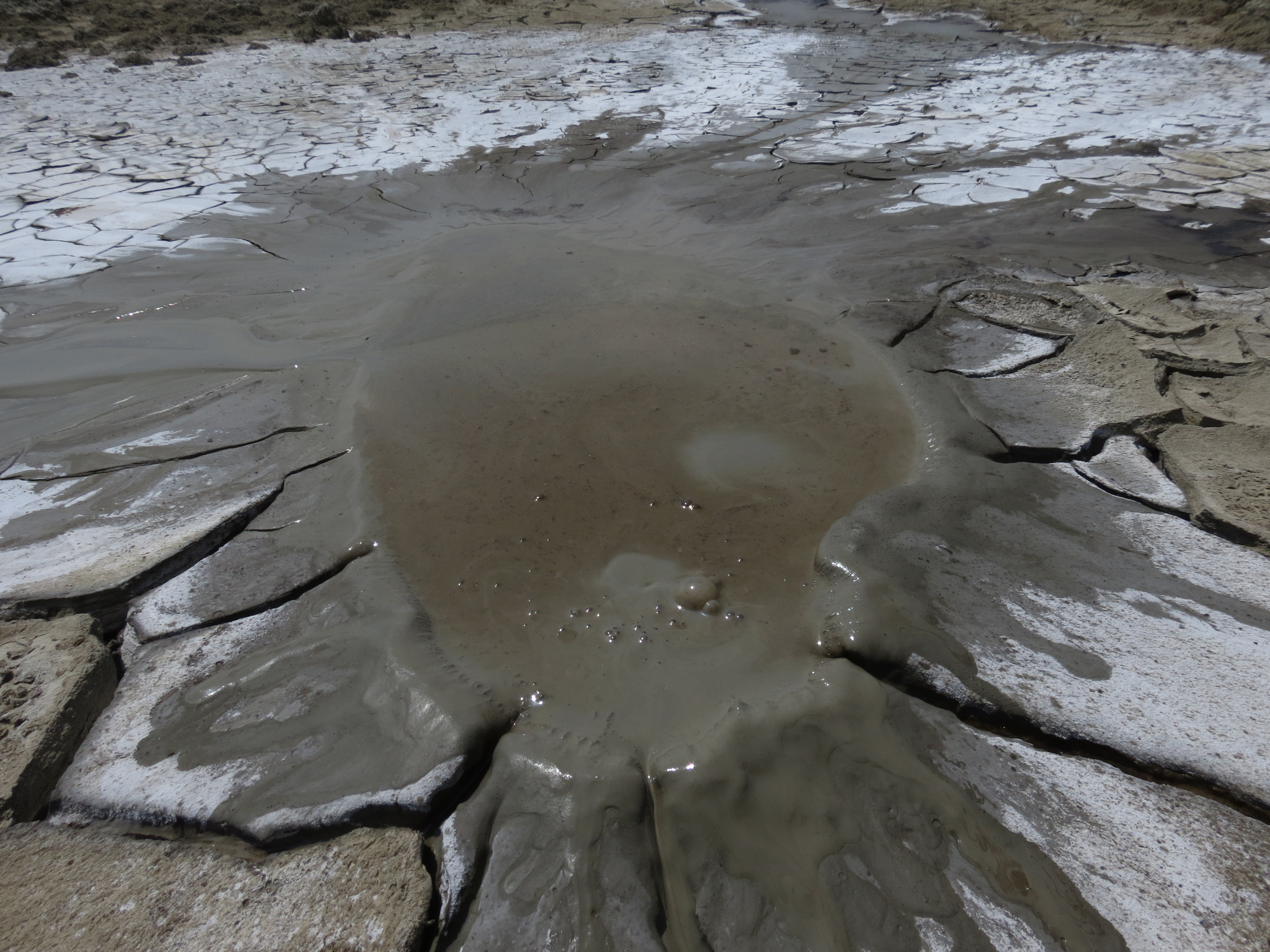
Goturdagh
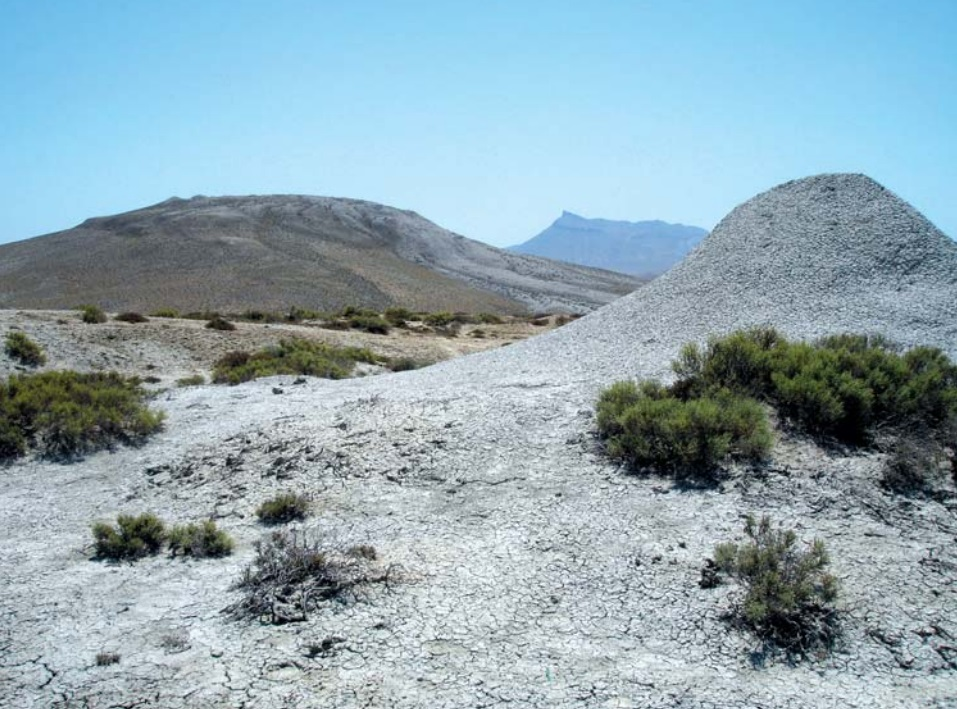
Shongar